# Pajeltisjärvi
Pajeltisjärvi är en sjö i Gällivare kommun i Lappland och ingår i Råneälvens huvudavrinningsområde. Sjön har en area på 0,209 kvadratkilometer och ligger 419 meter över havet. Pajeltisjärvi ligger i Råneälven Natura 2000-område.

## Delavrinningsområde
Pajeltisjärvi ingår i det delavrinningsområde (743634-170007) som SMHI kallar för Ovan 743289-170155. Medelhöjden är 449 meter över havet och ytan är 36,54 kvadratkilometer. Det finns inga avrinningsområden uppströms utan avrinningsområdet är högsta punkten. Kuobmujåkkå som avvattnar avrinningsområdet har biflödesordning 2, vilket innebär att vattnet flödar genom totalt 2 vattendrag innan det når havet efter 199 kilometer. Avrinningsområdet består mestadels av skog (59 procent) och sankmarker (40 procent). Avrinningsområdet har 0,26 kvadratkilometer vattenytor vilket ger det en sjöprocent på 0,7 procent.